# Boubekeur Belbekri
Boubekeur Belbekri (en árabe: بوبكر بابكري‎; Argel, Argelia francesa, 7 de enero de 1942) es un exfutbolista de Argelia que jugó en la posición de centrocampista.

## Carrera

### Club
Jugó toda su carrera con el USM Alger de 1961 a 1973, fue campeón nacional en una ocasión y fue finalista de la copa en cinco ocasiones.

### Selección nacional
Jugó para Argelia en cuatro ocasiones de 1963 a 1968 y participó en la Copa Africana de Naciones 1968. Debutó el 6 de enero de 1963 en una victoria por 2-1 ante Bulgaria y su último partido fue el 16 de enero de 1968 en una derrota por 1-3 ante Etiopía.

## Logros
- Campeonato Nacional de Argelia (1): 1962/63